# Mano Solo

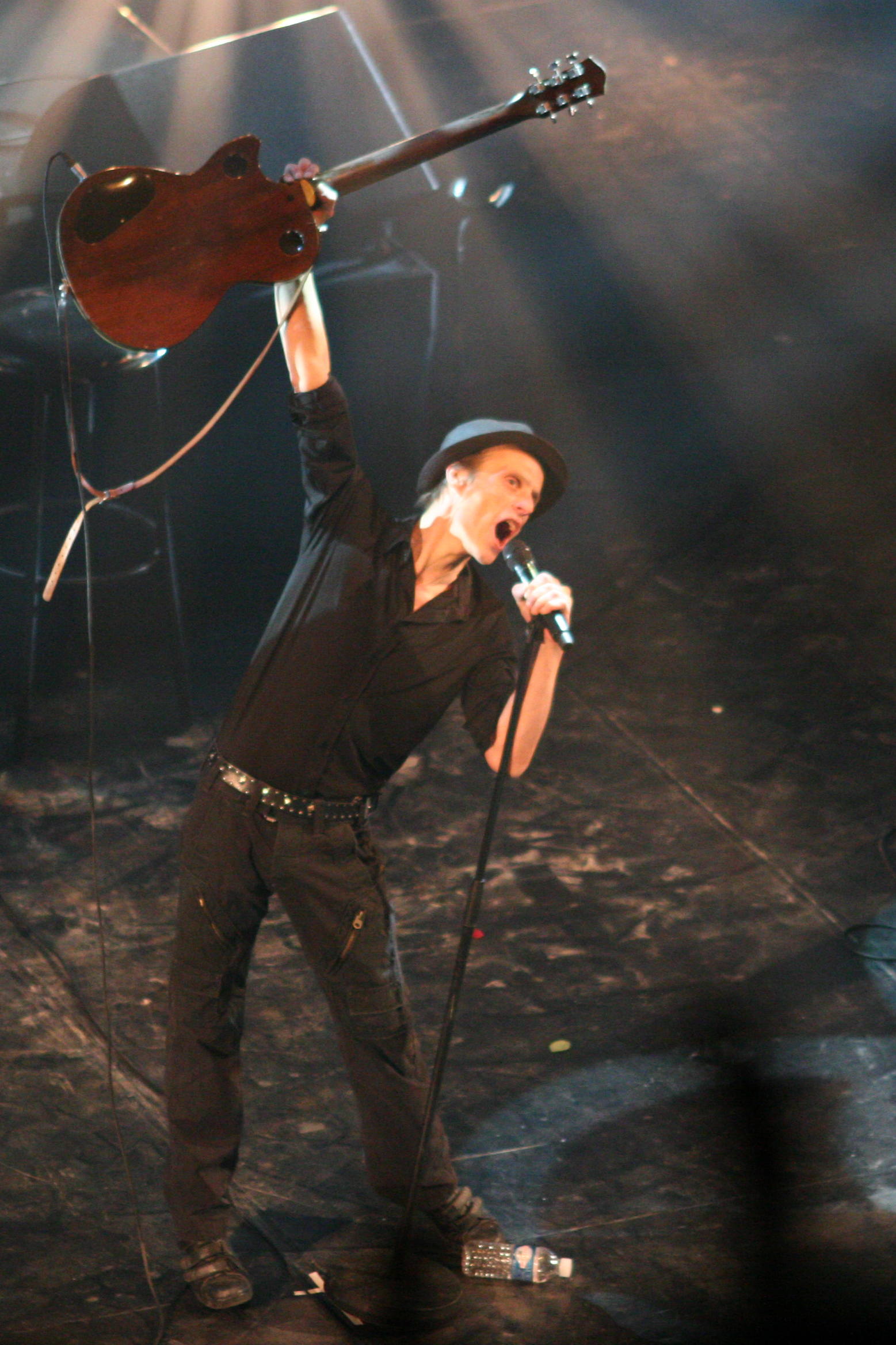
Mano Solo (2007)

Mano Solo (gebürtig: Emmanuel Cabut ; * 24. April 1963 in Châlons-sur-Marne; † 10. Januar 2010 in Paris) war ein französischer Sänger.

## Biografie

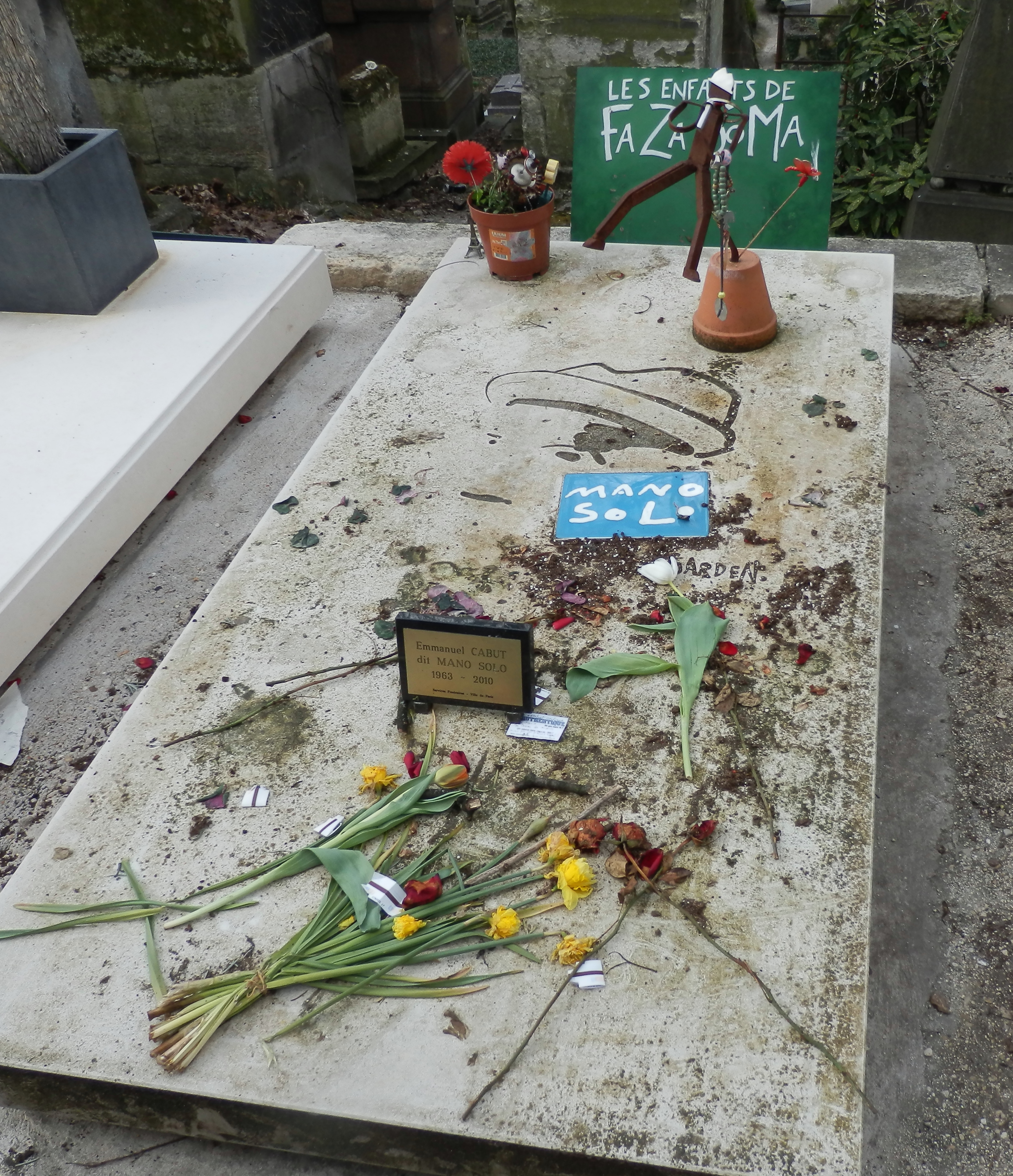
Grabstein Mano Solo

Als Sohn des Comiczeichners und Karikaturisten Jean Cabut (1938–2015) und von Isabelle Monin, Mitgründerin des Magazins La Gueule Ouverte, wuchs Mano Solo in einem links-intellektuellen und politisierten Umfeld in Ozoir-la-Ferrière nahe Paris auf. Seine Jugend war von Drogenkonsum und wiederholter Straffälligkeit geprägt. Mit 17 Jahren war er Gitarrist in der Punkrockband Les Chihuahuas. Neben der Musik war in den 80er Jahren vor allem die Malerei sein künstlerisches Ausdrucksmittel. Seine Gemälde trugen in Anspielung auf einen Sex-Pistols-Song das Pseudonym Boredom. 1982 arbeitete er als Roadie im Zenith de Paris. Als Maler brachte er es zu einigen Veröffentlichungen, darunter in Les Nouvelles Littéraires. Zwischen 1986 und 1988 gab er das Fanzine La marmaille Nue heraus.
Zu Beginn der 90er Jahre verschob sich sein Fokus jedoch zugunsten der Musik. Er stand fortan als Interpret seiner eigenen Texte auf der Bühne, häufig im Théâtre du Tourtour im Herzen Paris’, der Stadt, welche in vielen Liedern die Szenerie seiner Geschichten bildete. Seine musikalischen Vorbilder waren unter anderem David Bowie, Iggy Pop, Jacques Higelin und Tom Waits.
Der Durchbruch gelang ihm 1993 mit seinem ersten Album La Marmaille Nue, welches mit über 100.000 Verkäufen im ersten Jahr Goldstatus erhielt. Die Kritik feierte das Album als einen „heftigen Ausbruch schmerzhafter Worte“. Musikalisch zwischen Jazz Manouche, Rock und Musette zeichnete es sich neben poetischen Texten besonders durch die stimmliche Ausdruckskraft des Sängers aus. Mano Solo sang von Drogen, der Gewalt der Straße und von Kriminalität (À quinze ans du matin). Auch sprach er dort entwaffnend offen (Pas du gâteau) über seine seit Mitte der 80er Jahre bestehende HIV-Infektion.
Die Rolle der Krankheit für sein Werk bildete seitdem eine Kontroverse zwischen dem streitbaren Künstler und der medialen Rezeption. Mano Solo hatte sich wiederholt gegen Interpretationen gewehrt, die seine Lieder und seine Person auf seine Aidserkrankung zu reduzieren versuchten: „Ich will nicht mehr mit der ganzen Welt über meinen Gesundheitszustand sprechen. Das geht mir auf den Sack... Ich bin nicht dabei, meinen Gesundheitszustand zu verkaufen.... Aids ist nicht mein ganzes Leben. Ich bin immer noch ein Mensch, kein Aidsianer. Ich darf aus dieser Rolle auch mal ausbrechen. [...] Ich bin kein Kämpfer DER Sache. Ich singe über mein Leben und Aids ist ein Teil davon, das ist alles. Es ist nicht meine Geschäftsgrundlage, das ist nicht, was ich verkaufen will.“
1995 erschien das zweite Album Les années sombres. Seine Stimmung war düsterer als die des Vorgängeralbums; Mano Solo besang hier ein dunkles Universum voller Einsamkeit, Traurigkeit und Rastlosigkeit, über dem die Unausweichlichkeit des Todes hängt. (Dis-moi, À pas de géant). Während eines Konzert im Bataclan unterrichtete Mano Solo das Publikum über den Ausbruch seiner Aidserkrankung: „Ich habe zwei Neuigkeiten, eine gute und eine schlechte. Die gute ist: Ich bin nicht mehr seropositiv. Die schlechte ist: Ich habe Aids.“ Bei diesem offensiven Umgang mit Aids als Teil seiner Lebenswirklichkeit ging es Mano Solo um seinen individuellen Fall. Er verstand sich nicht als Sprachrohr einer Minderheit: „Ich möchte klarstellen, dass ich niemals im Namen aller Aidskranken sprechen wollte. Ich habe immer nur über meinen Umgang mit der Krankheit gesprochen. Jeder Erkrankte geht damit anders um.“
Wenn dies auch ein persönliches Bekenntnis war, so hatte es für Mano Solo nichtsdestoweniger eine politische Dimension, indem es gegen die Ausgrenzung der Aidskranken antrat.
Die Medien nahmen die Krankheit zur Charakterisierung des Sängers auf. Er war mittlerweile ein anerkannter Künstler mit fester Fangemeinde. Musikalisch hatte sich sein Spektrum um Tango und afrikanische Rhythmen erweitert. Die Platte war mit 150.000 verkauften Exemplaren ein kommerzieller Erfolg.
1996 fand sich Mano Solo wieder mit seiner alten Band Les Chihuahuas für das Album Les Frères Misère zusammen. Es stand ganz im Zeichen des politischen Punkrock. Die Lieder handelten von Arbeitslosigkeit, politischer Verantwortlichkeit und Rassismus. Die Wiedervereinigung war ein zeitlich befristetes Unternehmen. Im Oktober 1996 traten sie gemeinsam im Bataclan auf.
Mit dem Geld aus den Plattenverkäufen gründete Mano Solo seinen eigenen Verlag, dem er ebenfalls den Namen La Marmaille Nue gab. 1995 erschien dort der Gedichtband Je suis là und im Folgejahr der Roman Joseph sous la pluie.
1997 erschien sein drittes Soloalbum Je ne sais pas trop. Es war größtenteils ein Livealbum, das während eines Konzerts im Pariser L'Eldorado aufgezeichnet wurde. Neben seiner Kindheit, der Einsamkeit und der Liebe war der Tod, gegen den sich ein verzweifelter Lebenswille auflehnt, thematisch weiterhin omnipräsent. Wie bei all seinen Platten stammte die Covergestaltung von ihm selbst.
Zwei Jahre später erschien das Doppel-Livealbum Internationale Shalala, aufgezeichnet im Théâtre du Tourtour. Besetzt mit lediglich zwei Gitarren (Mano Solo unterstützt von Jean-Louis Solans) war es eine Rückkehr zur Einfachheit. Bis auf das abschließende Sha La La stammten die Stücke aus den vorherigen Alben.
Das Album Dehors (2000) stellte eine Zäsur im Werk Mano Solos dar. Musikalisch eine „disque de voyage“, die Reggae- mit Salsa-, Jazz- und Rockklängen verband, hob sie sich vor allen Dingen textlich von den Vorgängerwerken ab. Die Stimmung war im Allgemeinen positiver, hoffnungsvoller und stärker zur Welt gewandt, was sich emblematisch im Lied Je taille ma route zeigte. War vorher die Auseinandersetzung mit der eigenen Sterblichkeit ein Hauptmotiv seiner Lieder, so verschaffte sich in diesem Album ein neuer Lebenswille Ausdruck.
Ende 2002 erschien das Livealbum La Marche, das während seiner Dehors-Tournee in Clermont-Ferrand und Toulouse aufgezeichnet wurde und dementsprechend hauptsächlich Lieder dieses Albums enthielt. Dem Album war eine DVD mit Fotos, Konzertmitschnitten und Animationen beigefügt.
Im September 2004 erschien Les animals. Es enthielt einige Stücke, die Mano Solo ursprünglich für die Sängerin Juliette Gréco geschrieben hatte. Auch Paris war weiterhin sehr präsent (Paris avance und zusammen mit Les Têtes Raides Botzaris). Trotz des weiterhin bestehenden Einsatzes für gesellschaftliche Belange und emotionaler Tiefe hinterließ der Sänger einen distanzierteren Eindruck als zuvor.
2006 erneuerte Mano Solo den Vertrag mit seiner bisherigen Plattenfirma Warner nicht. Er produzierte und vermarktete sein nächstes Album In The Garden (März 2007) daraufhin selbst. Über seine Internetseite bot er seinen Fans an, durch Vorabkauf des Albums dessen Promotion zu ermöglichen. Im Gegenzug erhielt der Unterstützer zusätzlich zum Album exklusives Video- und Songmaterial. Durch dieses Vorgehen wollte der Künstler eine Alternative zu den Major-Labeln ausprobieren, jedoch ohne die Umsonstpolitik des Internets zu unterstützen. Am Ende dieses Experiments standen 2800 Vorabverkäufe und insgesamt 35.000 verkaufte Alben, genug um die Produktion zu refinanzieren, jedoch zu wenig für die Finanzierung des nächsten Albums. Mano Solo zog daraus den Schluss, dass es momentan keine Alternative zu den Majors gebe und der Tausch von Musik über das Internet der musikalischen Vielfalt eher schade als nütze. In diesem Sinn erklärt Mano Solo im April 2008, dass er der lebende Beweis dafür sei, dass Eigenproduktion nicht funktionieren könne.
Im September 2009 erschien sein letztes Album Rentrer au port (Wagram).
Mano Solo starb am 10. Januar 2010 im Alter von 46 Jahren infolge seiner Aidserkrankung an wiederkehrenden Aneurysmen. Er ist auf dem Pariser Friedhof Père-Lachaise begraben.

## Diskografie
- La Marmaille nue (1993, FR: ×2Doppelgold )[17]
- Les Années sombres (1995, FR: Gold)
- Frères misère (1996), mit Les Frères misère
- Je sais pas trop (1997)
- Internationale Shalala (1999)
- Dehors (2000, FR: Gold)
- La Marche (2002)
- Les Animals (2004)
- In the garden (2007)
- Hors Série (2008)
- Rentrer Au Port (2009)